# Arto Paasilinna
Arto Paasilinna (Kittilä, 1942. április 20. – Espoo, 2018. október 15.) finn író, újságíró. Műveit 27 nyelvre, így magyarra is lefordították, némely regényéből film is készült.

## Élete
Arto Paasilinna egy lappföldi településen, Kittiläben született. Hat testvére volt, akik közül író, festő és még európai parlamenti képviselő (Reino Paasilinna is kikerült. Vagyis többen ismertségre tettek szert hazájukban és a határokon kívül is.
Arto Paasilinna iskoláit Lappföldön végezte, majd újságírónak állt. Bár szépen haladt a szakmai ranglistán, őt nem elégítette ki ez a karrierlehetőség. 33 évesen úgy érezte, hogy az újságíró csak „felszínes és értelmetlen” munkát végez, ezért eladta a hajóját, és a befolyt pénzből finanszírozta az első regényének megírását. Szerencsére nem csak Finnországban, hanem Franciaországban is nagy sikert aratott A nyúl éve című regénye, így függetleníteni tudta magát, és az írásnak élhetett. Mindemellett rádiójátékokat és tévéfilmeket is írt.
Finnország egyik legelismertebb írójává vált, pályamódosítása óta három év kivételével minden évben napvilágot látott egy-egy könyve. Szatirikus stílusa, tipikusan finn karakterei, gördülékeny történetkezelése rendkívül kedveltté tették hazájában.
Kétszer volt nős, első házasságából két fia született. A Helsinkihez közeli Espoo városában él. Az utóbbi években többször is foglalkozott vele a finn bulvársajtó. 2009 márciusában 28 ezer eurós bírságot kellett fizetnie, mert autójával a forgalommal szemben haladt.
2009 októberében agyi infarktusa volt, de még idejében kórházba vitték. A finn sajtó szerint az állapota stabilizálódott, de a fia szerint többé már nem tér vissza az íráshoz.

## Művei
Arto Paasilinna 2009 októberéig 35 regényt írt. Munkái a finn életérzést tükrözik, leginkább a középkorú férfiak szemszögéből. Életrajzi elemek is gyakran feltűnnek az írásokban, így téve azokat hitelessé. Humor hatja át a regényeket, s a naturális ábrázolásmód is jellemző Paasilinnára. Írásait csavargóregényeknek tartja a kritika, modern meséknek, melyek könnyed szóhasználatukkal, pergő történetmesélésükkel sokak tetszését nyerték el világszerte.

### A nyúl éve
|  | Alább a cselekmény részletei következnek! |

Arto Paasilinna egyik legismertebb műve A nyúl éve, mely tulajdonképp a sikerhez vezető úton is elindította. A regény főszereplője egy megcsömörlött újságíró, aki fotós kollégájával hazafelé tartva az országúton elüt egy nyulat. Az újságíró a sérült nyúl után indul az erdőbe, és a gondozásába veszi a beteg állatot. Kollégájához már nem tér vissza az autóhoz, hanem a nyúllal együtt vándorútra kel.
Ketten beutazzák Finnországot, főként a Lappföldet, és hihetetlen kalandokban van részük. Útjuk során többször is összeütközésbe kerülnek a törvénnyel, de mindig sikerül tisztázni magukat. A férfi és a nyúl végül a Szovjetunióban köt ki, ahol azonban tisztelettel néznek rájuk, és ahelyett, hogy tiltott határátlépésért elítélnék, visszaküldik őket Finnországba. Az újságírót hazájában börtön várja, ahová a köztársasági elnök engedélyével (egy rejtélyes levélnek köszönhetően) még a nyulat is magával viheti. Végül különös körülmények között nyomuk veszik a szigorúan őrzött intézetben, és csak sejteni lehet, hogy ismét szabadok, s újra járják a saját útjukat.

### Az akasztott rókák erdeje
A regény a távoli Lappföldön játszódik, ahol egy kis, erdei rönkházban három ember húzza meg magát. Egy bankrabló, aki a bűntársai elől menekül, magával hozva néhány aranyrudat, amit testvériesen el kellett volna osztania üldözőivel. Egy katonatiszt, akinek alkoholizmusa miatt zátonyra futott a karrierje, a házassága is romokban, és egy év fizetés nélküli szabadságot vett ki. Egy kilencvenéves lapp asszony, akit a faluja elöljárói szociális otthonba akartak dugni. Az asszony megszökött, de nem mehet haza, hiszen ott keresnék először. A társasághoz csatlakozik még egy róka, aki az Ötszázas nevet viseli, mivel az első alkalommal egy ötszáz márkás bankjegyet lopott el a bankrablótól.
A kis társaság abszurd világába ad betekintést a könyv, egy csipetnyi társadalomkritikával megfűszerezve.
|  | Itt a vége a cselekmény részletezésének! |

## Magyarul
- A nyúl éve; ford. Pap Éva; Magvető, Bp., 1983 (Rakéta Regénytár)
- Az üvöltő molnár; ford. Jávorszky Béla; Széphalom Könyvműhely, Bp., 1998 (Magyar napló könyvek)
- Az akasztott rókák erdeje. Regény; ford. Jávorszky Béla; Széphalom Könyvműhely, Bp., 2006

## Fordítás
- Ez a szócikk részben vagy egészben  az   Arto Paasilinna című angol Wikipédia-szócikk fordításán alapul.  Az eredeti cikk szerkesztőit annak laptörténete sorolja fel. Ez a jelzés csupán a megfogalmazás eredetét és a szerzői jogokat jelzi, nem szolgál a cikkben szereplő információk forrásmegjelöléseként.
- Ez a szócikk részben vagy egészben  az   Arto Paasilinna című finn Wikipédia-szócikk fordításán alapul.  Az eredeti cikk szerkesztőit annak laptörténete sorolja fel. Ez a jelzés csupán a megfogalmazás eredetét és a szerzői jogokat jelzi, nem szolgál a cikkben szereplő információk forrásmegjelöléseként.